# Daniëlle Jansen (politica)
Daniëlle Elizabeth Maria Carolina Jansen (Tollebeek, 29 september 1970) is een Nederlands politica namens NSC. Sinds 19 juni 2025 is zij demissionair minister van Volksgezondheid, Welzijn en Sport. 
Jansen was van 2011 tot 2021 universitair docent aan het Universitair Medisch Centrum Groningen (UMCG).
Jansen stond op de 14e plek van de kandidatenlijst voor NSC bij de Tweede Kamerverkiezingen van 22 november 2023, hoog genoeg om verkozen te worden. Zij werd geïnstalleerd op 6 december 2023. In juni 2024 stemde de Tweede Kamer in met haar motie die ze samen met Harmen Krul van het CDA indiende om wegwerpvapes te verbieden. 
Op 19 juni 2025 werd Jansen beëdigd als demissionair minister van Volksgezondheid, Welzijn en Sport. Zij was de opvolger van Fleur Agema, die was afgetreden toen de PVV zijn steun aan het kabinet-Schoof introk.
- Parlement.com: vm6uk5wcmfko